# Abagrotis mirabilis
Abagrotis mirabilis là một loài bướm đêm thuộc họ Noctuidae. Nó được tìm thấy ở miền tây Bắc Mỹ, từ British Columbia phía nam đến California.
Sải cánh dài khoảng 35 mm.
Ấu trùng ăn các loài Juniperus và Cedrus.